# Ischnodes
Ischnodes är ett släkte av skalbaggar som beskrevs av Ernst Friedrich Germar 1844. Ischnodes ingår i familjen knäppare.
Släktet innehåller bara arten Ischnodes sanguinicollis.